# Bill Camp

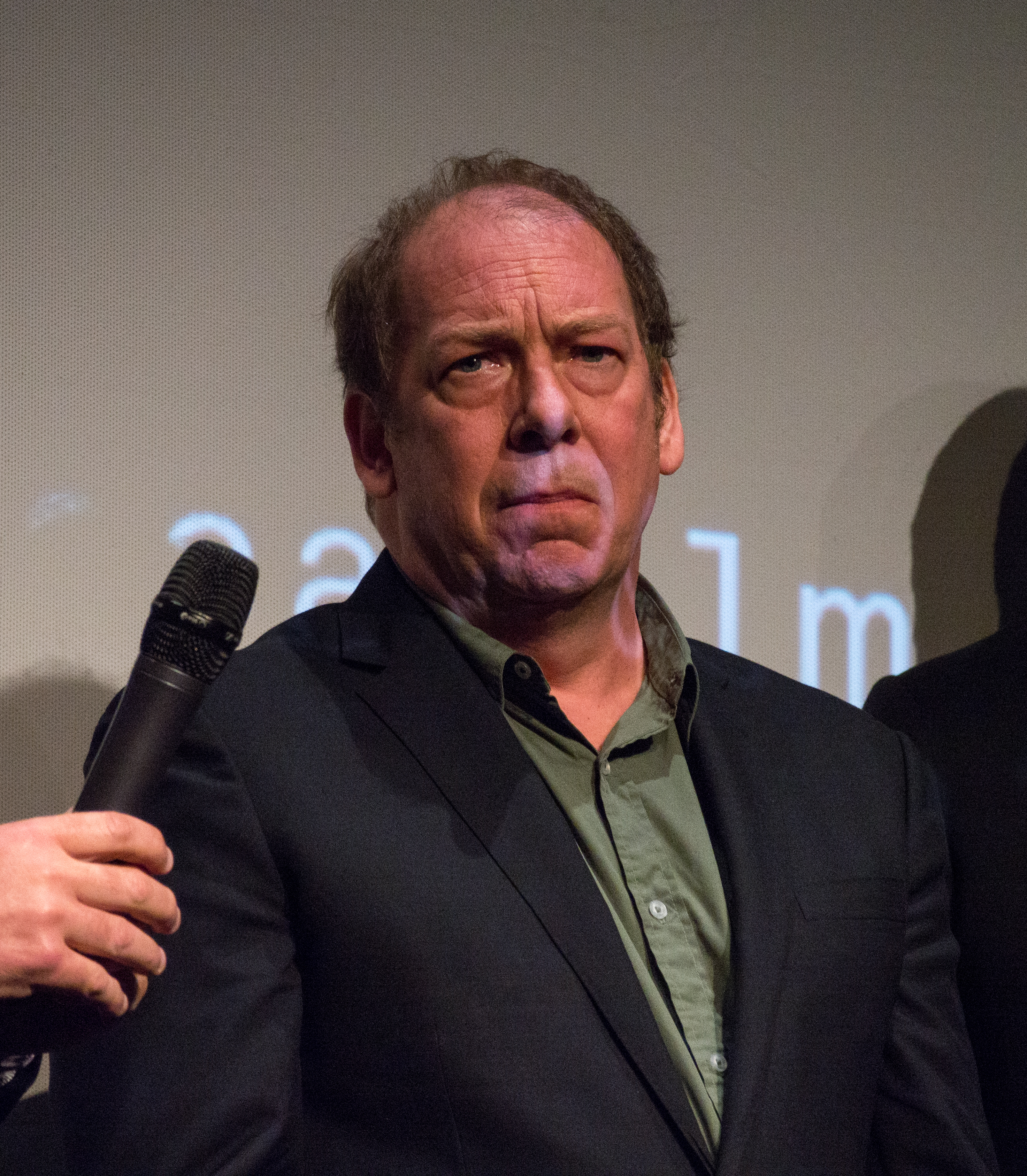
Bill Camp auf dem Tribeca Film Festival (2018)

William „Bill“ Camp (* 13. Oktober 1961 in Massachusetts) ist ein US-amerikanischer Schauspieler. Bekanntheit erlangte er vor allem durch die Rolle des Dennis Box aus der Miniserie The Night Of – Die Wahrheit einer Nacht, die ihm unter anderem eine Nominierung für einen Emmy Award einbrachte.

## Leben
Bill Camp stammt aus dem US-Bundesstaat Massachusetts und begann seine Schauspielkarriere am Theater, wo er bis heute sehr aktiv ist, noch bevor er auch in Film und Fernsehen zu sehen war. Am Theater trat er in Stücken wie Heartbreak House, Tod eines Handlungsreisenden oder in Hexenjagd auf. Für letzteres erhielt er 2016 eine Nominierung für einen Tony Award in der Kategorie Bester Hauptdarsteller und gewann in derselben Kategorie einen Drama Desk Award.
Seit dem Jahr 1990 ist Camp in Film und Fernsehen aktiv, nachdem er eine Nebenrolle im Film Die Affäre der Sunny von B. übernahm. Weitere Filmauftritte folgten zunächst in In & Out – Rosa wie die Liebe, Rounders und Ten Hundred Kings. Erste Gastrollen im Fernsehen übernahm er in New York Undercover, Die himmlische Joan und Criminal Intent – Verbrechen im Visier. 2007 übernahm er im Filmdrama Ein einziger Augenblick eine kleine Nebenrolle. So anschließend auch in The Guitar, Deception – Tödliche Versuchung und Public Enemies.
2010 war er als Glen McCreavy im Film Immer Drama um Tamara zu sehen. Es folgten Auftritte in Boardwalk Empire, Good Wife und eine Nebenrolle in Damages – Im Netz der Macht. In der Folge trat Camp vermehrt in Filmdramen auf, etwa als Mr. Jolly in Lincoln, als Radburn in 12 Years a Slave, in der Rolle eines Verrückten auf der Straße in Birdman oder (Die unverhoffte Macht der Ahnungslosigkeit), als John Callahan in Black Mass oder als Malcolm Smith in Jason Bourne 2016. Ebenfalls in diesem Jahr übernahm er die Rolle des Dennis Box in der Miniserie The Night Of – Die Wahrheit einer Nacht des Senders HBO. Seine Leistung in der Serie brachte ihm 2017 eine Nominierung für einen Primetime-Emmy-Award in der Kategorie Bester Nebendarsteller in einer Miniserie oder Fernsehfilm ein. Zwischen 2015 und 2017 hatte er außerdem eine kleine Nebenrolle in The Leftovers
Weitere Filmnebenrollen folgten seitdem etwa in Gold – Gier hat eine neue Farbe, The Killing of a Sacred Deer, Feinde – Hostiles, Molly’s Game – Alles auf eine Karte, Wildlife, Red Sparrow, Land der Gewohnheit, Vice – Der zweite Mann oder Native Son. 2018 war er zudem in der Miniserie The Looming Tower als Robert Chesney zu sehen. 2019 übernahm er die Rolle des Det. Garrity in Todd Phillips’ Joker. 2020 übernahm er in der Miniserie Das Damengambit, die beim Streaminganbieter Netflix veröffentlicht wurde, als Mr. Shaibel eine der Hauptrollen.

## Privates
Bill Camp ist der Sohn eines ehemaligen stellvertretenden Schulleiters und einer Bibliothekarin. Er ist seit 2004 mit seiner Schauspielkollegin Elizabeth Marvel verheiratet. Gemeinsam sind sie Eltern eines Sohnes.

## Filmografie (Auswahl)
- 1990: Die Affäre der Sunny von B. (Reversal of Fortune)
- 1994: New York Undercover (Fernsehserie, Episode 1x02)
- 1997: Prince Street (Fernsehserie, 2 Episoden)
- 1997: In & Out
- 1998: Rounders
- 1999, 2004: Law & Order (Fernsehserie, 2 Episoden)
- 2000: Der große Gatsby (The Great Gatsby, Fernsehfilm)
- 2000: Ten Hundred Kings
- 2003: Die himmlische Joan (Joan of Arcadia, Fernsehserie, Episode 1x09)
- 2005: The Dying Gaul
- 2005: Criminal Intent – Verbrechen im Visier (Criminal Intent, Fernsehserie, Episode 5x05)
- 2007: Ein einziger Augenblick (Reservation Road)
- 2008: The Guitar
- 2008: Deception – Tödliche Versuchung (Deception)
- 2008: Brotherhood (Fernsehserie, 3 Episoden)
- 2009: Public Enemies
- 2010: Immer Drama um Tamara (Tamara Drewe)
- 2011: Boardwalk Empire (Fernsehserie, Episode 2x05)
- 2011: Good Wife (The Good Wife, Fernsehserie, Episode 3x10)
- 2012: Compliance
- 2012: Lawless – Die Gesetzlosen (Lawless)
- 2012: Damages – Im Netz der Macht (Damages, Fernsehserie, 6 Episoden)
- 2012: Lincoln
- 2013: 12 Years a Slave
- 2013: The Maid’s Room
- 2014: Birdman oder (Die unverhoffte Macht der Ahnungslosigkeit) (Birdman or (The Unexpected Virtue of Ignorance))
- 2014: Love & Mercy
- 2014–2015: Manhattan (Fernsehserie, 5 Episoden)
- 2015: Aloha – Die Chance auf Glück (Aloha)
- 2015: Black Mass
- 2015–2017: The Leftovers (Fernsehserie, 4 Episoden)
- 2016: Midnight Special
- 2016: Loving
- 2016: Jason Bourne
- 2016: The Night Of – Die Wahrheit einer Nacht (The Night Of, Fernsehserie, 9 Episoden)
- 2016: Gold – Gier hat eine neue Farbe (Gold)
- 2017: Crown Heights
- 2017: The Killing of a Sacred Deer
- 2017: Feinde – Hostiles (Hostiles)
- 2017: Molly’s Game – Alles auf eine Karte (Molly’s Game)
- 2017: Die Frau, die vorausgeht (Woman Walks Ahead)
- 2017: Wildlife
- 2018: Red Sparrow
- 2018: The Looming Tower (Miniserie, 10 Episoden)
- 2018: Land der Gewohnheit (The Land of Steady Habits)
- 2018: The First (Fernsehserie, Episode 1x06)
- 2018: Skin
- 2018: Vice – Der zweite Mann (Vice)
- 2019: Native Son
- 2019: The Kitchen – Queens of Crime (The Kitchen)
- 2019: Joker
- 2019: Vergiftete Wahrheit (Dark Waters)
- 2020: The Outsider (Fernsehserie)
- 2020: Monsterland (Fernsehserie, Episode 1x04)
- 2020: Das Damengambit (The Queen's Gambit, Miniserie, 4 Episoden)
- 2020: Neues aus der Welt (News of the World)
- 2021: American Rust (Fernsehserie, 8 Episoden)
- 2021: Seitenwechsel (Passing)
- 2022: Sound of Freedom
- 2023: Boston Strangler
- 2023: Krieg der Bestatter (The Burial)
- 2024: Drive-Away Dolls
- 2024: Aus Mangel an Beweisen (Presumed Innocent, Miniserie)
- 2024: Ein ganzer Kerl (A Man in Full, Fernsehserie, 6 Episoden)
- 2024: Salem’s Lot – Brennen muss Salem (Salem’s Lot)
- 2025: Zero Day (Miniserie)
- 2025: The Mastermind

## Auszeichnungen und Nominierungen
Drama Desk Award
- 2012: Nominierung als Bester Nebendarsteller für Tod eines Handlungsreisenden (The Salesman)
- 2016: Nominierung als Bester Nebendarsteller für Hexenjagd (The Crucible)

Obie Award
- 2002: Auszeichnung als Bester Darsteller für Homebody/Kabul

Primetime Emmy Award
- 2017: Nominierung als Bester Nebendarsteller in einer Miniserie oder Fernsehfilm für The Night Of – Die Wahrheit einer Nacht

Screen Actors Guild Award
- 2021: Nominierung als Bester Darsteller in einem Fernsehfilm oder Miniserie für Das Damengambit

Tony Award
- 2016: Nominierung als Bester Nebendarsteller für Hexenjagd (The Crucible)